# ヌクアロファ
ヌクアロファ（Nukuʻalofa）は、人口約21,000人のトンガタプ島に位置するトンガの首都。
コプラ、バナナ、バニラ、民芸品などを輸出する。
ヌクアロファでは英語が通じる。
ヌクアロファにはトンガの国民の約30%が住んでおり王宮や教会が集中している。なお、標準時はUTC+13:00である。
2006年に暴動が発生し、ビジネスエリアの多くが破壊された。

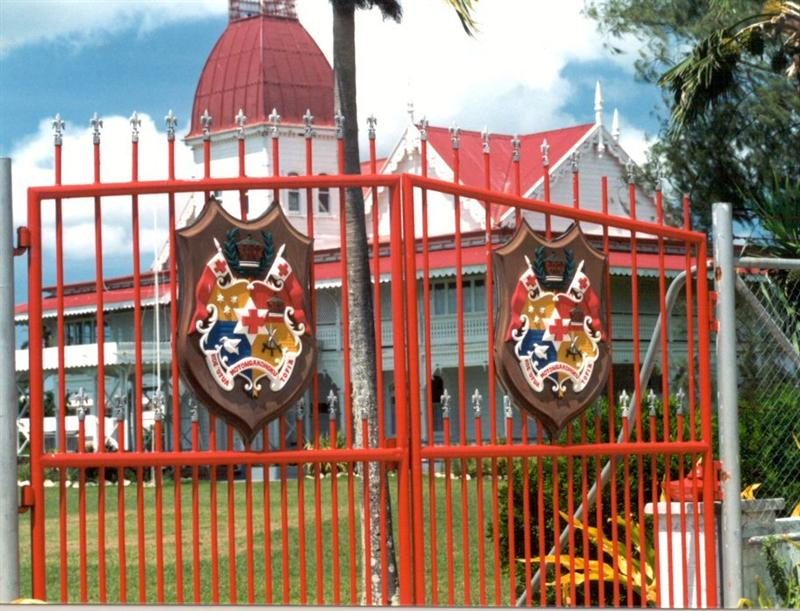
ヌクアロファにある王宮

## 歴史
トンガに伝わる神話の中にヌクアロファの起源についての言及が見られる。それによればヌクは住居を、アロファは愛をそれぞれ表すとされる。
街の興隆は以下の説話に端を発する。6代目のトゥイ・ハタカラウア（Tuʻi Haʻatakalaua、聖なるトンガの王すなわちトゥイ・トンガ（Tuʻi Tonga）の名において日々の暮らしをつかさどる王）であるモウンガトンガ（Moʻungatonga）は、末の息子であるンガタ（Ngata）、後の1代目トゥイ・カノクポル（Tuʻi Kanokupolu）を知事としてヒヒフォ（Hihifo、トンガタプ島東部）に送り込む。当時ヒヒフォはトゥイ・トンガ、トゥイ・ハタカラウアも持て余していた地であり、これはンガタにとって過酷な命令であった。彼の前任者はヒヒフォの酋長や人々によって殺されており、ンガタには命の危険を感じるだけの十分な理由があった。
ンガタはおじのヌク（Nuku）、最年長のいとこのニウカプ（Niukapu）をはじめとする主に父方の親戚を引き連れてムア（Muʻa、旧首都）を発った。カヌーが岸を離れると彼らは、トンガを捨ててンガタの母の故郷であるサモアへ逃げるべきではないかと話し合う。結局トンガを捨てることはしなかったが、ヒヒフォ上陸のための準備のためにムアとヒヒフォの中間地点に位置する湿地帯へと上陸した。
ンガタとヌクとニウカプは3人の体をむしろで覆い隠し、3つの頭を持った大男を装ってヒヒフォに上陸した。この説話がウルトル（ʻUlutolu、3つの頭の話）のもとになり、そしてハア・トゥイ・カノクポル（Haʻa Tuʻi Kanokupolu）すなわちトンガ3番目の王統が始まる。そして彼らは沼地をヌクアロファと名づけた。

### 西洋史における記録
1777年6月10日、ジェームズ・クックがこの地を訪れた際に停泊地についての記録を残している。その記録と彼の記した地図から、停泊地がヌクアロファであったことが確認できる。
午後2時、我々はついに予定されていた場所にたどり着いた。とても気持ちのよい場所で、南東にはTongatabooの海岸を臨み、東と北東には小さな島が2つ浮かんでいる。われわれは岸から3分の1マイル（500m）、水深10尋の泥のような海底に碇を下ろした。
クックはこの旅の中でヌクアロファ（Nukualofa）という語を表記の揺れも含め一度も用いていないが、停泊地の東にある島、パンガイムツについて記録の中で触れている。また、彼はカヌーでムア（Mooa）という島を訪れたとも記録している。ムアはパウラホ（Paulaho）と偉大な男たちが住んでいた島である。パウラホの家は船から500メートル離れた岸に位置していた。彼の地図によればシーシア（Siesia）地区、現在のヌクアロファ東部に上陸し滞在していたようである。これによりクックはヌクアロファ湾を描写した最初の地図を残した。

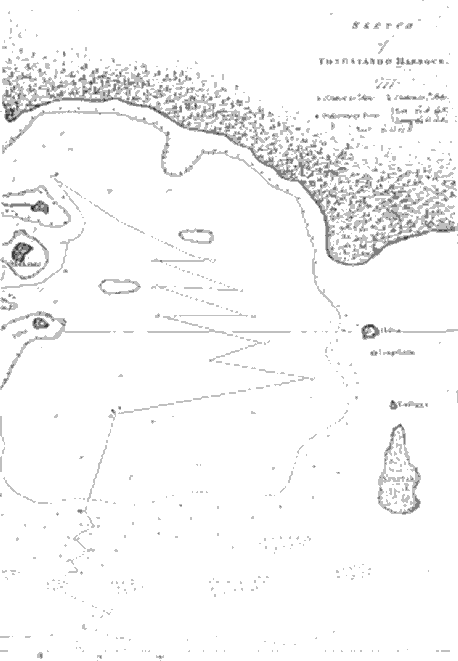
トンガタプ港が記録された最初の地図。クックにより1777年に記された。パンガイモツ沖の停泊地とヌクアロファ湾がはっきりと記されている。アタタ（Atata）、パンガイモツ（Pangaimotu）、マカハア（Makahaʻa）、フェトア（Fetoa）等、小さい島々はラテン文字に音訳されている。

ヌクアロファという呼称に関する最初の記録は1810年に出版されたトンガについて記された初めての書物に見ることができる。この書物はロンドン・ミッショナリー・ソサイエティの宣教師、ジョージ・ベイスン（George Vason）によるもので、彼は1797年にトンガに上陸している。彼はその到着に関して以下のように記している。
碇を下ろす間もなく、我々の船は近隣の島々からわらわらと押し寄せてくる原住民に囲まれた。その地、すなわち我々の船から臨む岸はNoogolefaと呼ばれており、Bonghy-moddooと呼ばれる島の近くに位置している。こちらの島は、本島から離れているために原住民の好奇心に煩わされることがないという理由で先駆者たる探検家たちがテントを張った島だ。
これがNoogoollefaというスペルで言及されたヌクアロファに関する最初の記録になっている。ベイスンはまたパンガイムツをBonghy-moddooとつづっている。トンガ語の表記法は1826年から1827年かけてに整備されることになる。
ベイスンに続きウィリアム・マリナー（William Mariner）も1817年に出版された著書の中でヌクアロファに触れている。これはマリナーがフィナウ・ウルカララ（Finau ʻUlukalala）の養子としてこの地にとどまっていた1806年から1810年の経験をまとめたものである。その中で内乱と、最終的にウルカララの手に落ちることとなるヌクアロファの包囲について記されている。
続いて1826年4月、タヒチのロンドン・ミッショナリーの宣教師2名が拘禁された記録が残っている。これがヌクアロファに関する3番目に古い記録となる。1826年3月、ミネルヴァ教会の4名がフィジーを目指しタヒチを発った。しかしトンガのヌクアロファにてトゥポウ（すなわち即位後のアレアマトゥア）により彼らの計画は阻まれることになった。デイヴィス（Davies）によれば、タヒチ人はトンガタプに拘禁された。
トゥポウを名乗る首長が彼らの前進を拒んだ。この首長の言うところによれば、彼はラゲバ（Lageba）に滞在したことがあり、トゥイナウ（Tuineau）すなわちレゲバの首長と友人であるという。そしてそれを理由に、この首長はフィジーの首長に贈る予定であった品々の所有権を主張した。
1827年、メソジストの宣教師がヌクアロファに着任すると当地のキリスト教を大いに後押しする。するとヒヒフォ、ハハケ（Hahake）で迫害を受けたキリスト教徒がヌクアロファに逃げこむようになった。ヌクアロファの王トゥポウの支援もあり、ヌクアロファはトンガにおけるキリスト教の拠点として拡大を始めた。
トンガにおける宣教師ら記録は1842年バテレ・セベロが到着すると最終段階を迎えた。彼は1842年にヌクアロファに到着、ウェズリアン教会からソサイア（Sosaia）として洗礼を受けたトゥイ・カノクポル・アレアマトゥアに謁見した、と記している。
この宣教師たちの到来は結果として砦を持った小さな村に過ぎなかったヌクアロファをトンガ王国の中心地へと発展させる一助となった。
これら最初期の文献に記録された彼らの居留地は順に、Noogollefa (1797年)、Nioocalofa (1806年)、Nukualofa (1826年、メソジスト教会)、Noukou-Alofa (1842年、フランスカトリック司教)となる。宣教師がヌクアロファ以外の地に拠点を構えたという記録は残っていない。 

## 気候
ケッペンの気候区分では熱帯雨林気候（Af）に属する。
| ヌクアロファ(標高2m)の気候 | ヌクアロファ(標高2m)の気候 | ヌクアロファ(標高2m)の気候 | ヌクアロファ(標高2m)の気候 | ヌクアロファ(標高2m)の気候 | ヌクアロファ(標高2m)の気候 | ヌクアロファ(標高2m)の気候 | ヌクアロファ(標高2m)の気候 | ヌクアロファ(標高2m)の気候 | ヌクアロファ(標高2m)の気候 | ヌクアロファ(標高2m)の気候 | ヌクアロファ(標高2m)の気候 | ヌクアロファ(標高2m)の気候 | ヌクアロファ(標高2m)の気候 |
| 月                         | 1月                        | 2月                        | 3月                        | 4月                        | 5月                        | 6月                        | 7月                        | 8月                        | 9月                        | 10月                       | 11月                       | 12月                       | 年                         |
| -------------------------- | -------------------------- | -------------------------- | -------------------------- | -------------------------- | -------------------------- | -------------------------- | -------------------------- | -------------------------- | -------------------------- | -------------------------- | -------------------------- | -------------------------- | -------------------------- |
| 最高気温記録 °C （°F）     | 32 (90)                    | 32 (90)                    | 31 (88)                    | 30 (86)                    | 30 (86)                    | 28 (82)                    | 28 (82)                    | 28 (82)                    | 28 (82)                    | 29 (84)                    | 30 (86)                    | 31 (88)                    | 32 (90)                    |
| 平均最高気温 °C （°F）     | 29.4 (84.9)                | 29.9 (85.8)                | 29.6 (85.3)                | 28.5 (83.3)                | 26.8 (80.2)                | 25.8 (78.4)                | 24.9 (76.8)                | 24.8 (76.6)                | 25.3 (77.5)                | 26.4 (79.5)                | 27.6 (81.7)                | 28.7 (83.7)                | 27.3 (81.1)                |
| 日平均気温 °C （°F）       | 26.4 (79.5)                | 26.8 (80.2)                | 26.6 (79.9)                | 25.3 (77.5)                | 23.6 (74.5)                | 22.7 (72.9)                | 21.5 (70.7)                | 21.5 (70.7)                | 22.0 (71.6)                | 23.1 (73.6)                | 24.4 (75.9)                | 25.6 (78.1)                | 24.1 (75.4)                |
| 平均最低気温 °C （°F）     | 23.4 (74.1)                | 23.7 (74.7)                | 23.6 (74.5)                | 22.1 (71.8)                | 20.3 (68.5)                | 19.5 (67.1)                | 18.1 (64.6)                | 18.2 (64.8)                | 18.6 (65.5)                | 19.7 (67.5)                | 21.1 (70)                  | 22.5 (72.5)                | 20.9 (69.6)                |
| 最低気温記録 °C （°F）     | 16 (61)                    | 17 (63)                    | 15 (59)                    | 15 (59)                    | 13 (55)                    | 11 (52)                    | 10 (50)                    | 11 (52)                    | 11 (52)                    | 12 (54)                    | 13 (55)                    | 16 (61)                    | 10 (50)                    |
| 雨量 mm （inch）           | 174 (6.85)                 | 210 (8.27)                 | 206 (8.11)                 | 165 (6.5)                  | 111 (4.37)                 | 95 (3.74)                  | 95 (3.74)                  | 117 (4.61)                 | 122 (4.8)                  | 128 (5.04)                 | 123 (4.84)                 | 175 (6.89)                 | 1,721 (67.76)              |
| 平均降雨日数               | 17                         | 19                         | 19                         | 17                         | 15                         | 14                         | 15                         | 13                         | 13                         | 11                         | 12                         | 15                         | 180                        |
| % 湿度                     | 77                         | 78                         | 79                         | 76                         | 78                         | 77                         | 75                         | 75                         | 74                         | 74                         | 73                         | 75                         | 76                         |
| 出典：Weatherbase          |                            |                            |                            |                            |                            |                            |                            |                            |                            |                            |                            |                            |                            |

## 交通

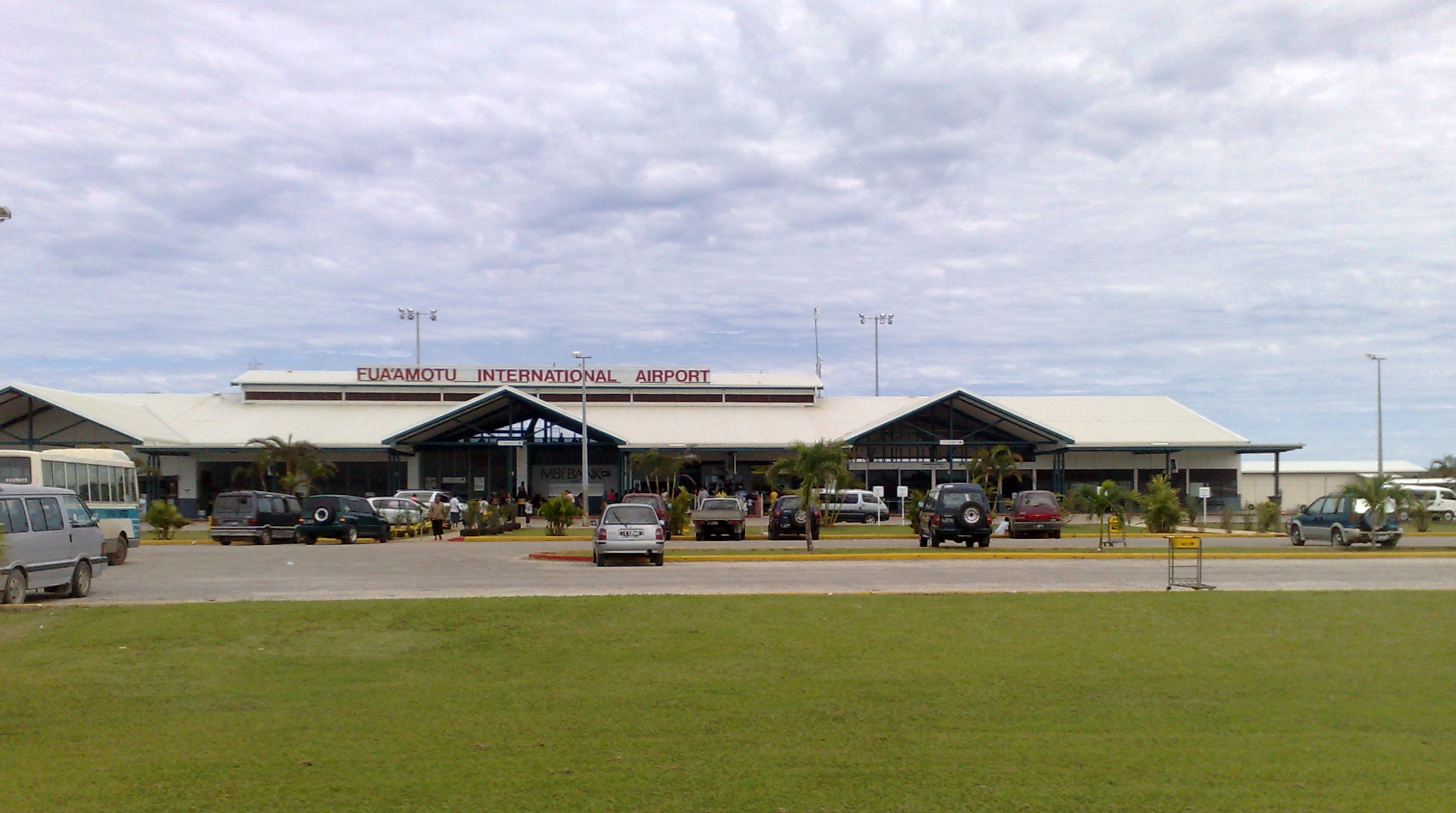
ヌクアロファ近郊のファアモツ国際空港

ヌクアロファはトンガの交通の要衝となっている。

### バス
バスは中心街に隣接するヴナ通り（Vuna Road）の中央バスステーションに発着する。個人で運行されており、運転手は自分でダイヤを決めている。運賃は行政により固定されていて学割が存在する。基本的に定員いっぱいまで乗客を乗せる。いくつかの学校や大きなホテルは自前のバスを走らせている。

### タクシー
市内には無数のタクシーが走っており、こちらも個人で運行されている。自動車を所有している市民の多くが副業として空いた時間にタクシー業務を行っている。運賃は行政によって決められている。多くの家庭が自動車を所有していて、自転車を交通の手段にしている者は少数にとどまる。現在トンガ国内で運行されている鉄道、路面電車は存在しないが、かつては入り江から埠頭まで狭軌鉄道が走っていた。そのためにレイルウェイ・ロードという名の通りがある。

### 港湾
ヌクアロファ港はこの島で唯一の水深の深い港であり、それがこの地を首都として定められた理由でもある。1977年の地震によって破壊されるまではヴナ埠頭が長年にわたって国際港として機能していた。その後マウファンガ（Maʻufanga）により大きな港が建設され、女王サローテにあやかってクイーン・サローテ埠頭と名づけられた。これら2つの埠頭は42とナンバリングされ、漁船やフェリーの間で使われている。この埠頭がこのトンガタプ島と他の島々をつなぐハブ港として機能している。エウア島へは日に2便、ハアパイ諸島とヴァヴァウ諸島へは週に2便が運行されている。これら定期便は企業により運行されている。ノムカ（Nomuka）やエウエイキ（ʻEueiki）といった小さな島々へは個人の船が不定期の運航をしている。

### 空港
空の便はトンガタプ島の南部、ヌクアロファから35キロ離れたファアモツ国際空港が担っている。

## 対外関係

### 姉妹都市･提携都市
- ウィットビー（イギリス連合王国 イングランド国 ヨークシャー･アンド･ザ･ハンバー地方 ノース･ヨークシャー州）
- ヘルシンキ（フィンランド共和国 ウーシマー県）
- ヘイズルトン（アメリカ合衆国 ペンシルベニア州）
- パリキール（ミクロネシア連邦 ポンペイ州）